# Torres Calcio 2010-2011
Questa voce raccoglie le informazioni riguardanti l'Associazione Sportiva Dilettantistica Torres Calcio nelle competizioni ufficiali della stagione 2010-2011.

## Stagione
La stagione dell'A.S.D. Torres Calcio inizia con la gara che il 29 agosto 2010, allo stadio Comunale Morandi di Umbertide, assegna la Supercoppa italiana 2010, incontro vinto 2-0 sulla Reggiana, detentrice della Coppa Italia.

## Divise e sponsor
La prima tenuta della squadra ripropone lo schema già utilizzato dalla Torres maschile, ovvero a quarti rossoblu: blu a sinistra e rossa a destra, abbandonando la soluzione con le maniche a colori invertiti, ossia rossa a sinistra e blu a destra, e introducendo una fascia blu nella parte superiore della maglia con un motivo a Y centrale appena accennato. Sul lato sinistro, in corrispondenza del cuore, è presente la stemma della società, mentre su quello destro il loto della società fornitrice delle tenute, con al centro lo Scudetto a simboleggiare la squadra campione in carica. Al centro è inoltre presente logo dello sponsor principale, la catena di supermercati hard discount Eurospin.
| Casa |

## Organigramma societario
Area tecnica
- Allenatore: Salvatore "Tore" Arca
- Preparatore dei portieri: Mario Pompili
- Medico sociale: Cesare Gervasi
- Massofisioterapista: Marco Angius

## Rosa
Rosa e ruoli, tratti dal sito Football.it.
| N. |                        | Ruolo | Calciatrice                |
| -- | ---------------------- | ----- | -------------------------- |
|    | Stati Uniti (bandiera) | P     | Arianna Criscione          |
|    | Italia (bandiera)      | P     | Michela Cupido             |
|    | Italia (bandiera)      | D     | Martina Cortesi            |
|    | Italia (bandiera)      | D     | Raffaella Manieri          |
|    | Italia (bandiera)      | D     | Giorgia Motta              |
|    | Italia (bandiera)      | D     | Sabrina Pala               |
|    | Italia (bandiera)      | D     | Rossella Sau               |
|    | Italia (bandiera)      | D     | Francesca Soro             |
|    | Italia (bandiera)      | D     | Elisabetta Tona (capitano) |
|    | Italia (bandiera)      | D     | Valentina Valenti          |
|    | Italia (bandiera)      | C     | Elisa Camporese            |
|    | Italia (bandiera)      | C     | Eleonora Depalmas          |
|    | Italia (bandiera)      | C     | Giulia Domenichetti        |

| N. |                   | Ruolo | Calciatrice           |
| -- | ----------------- | ----- | --------------------- |
|    | Italia (bandiera) | C     | Alessia Fadda         |
|    | Italia (bandiera) | C     | Maria Piera Idili     |
|    | Italia (bandiera) | C     | Laura Langella        |
|    | Italia (bandiera) | C     | Martina Pala          |
|    | Italia (bandiera) | C     | Tamara Pintus         |
|    | Italia (bandiera) | C     | Daniela Stracchi      |
|    | Italia (bandiera) | A     | Fiorella Rita Carboni |
|    | Italia (bandiera) | A     | Silvia Fuselli        |
|    | Italia (bandiera) | A     | Sandy Iannella        |
|    | Italia (bandiera) | A     | Roberta Manca         |
|    | Italia (bandiera) | A     | Patrizia Panico       |
|    | Spagna (bandiera) | A     | Ángeles Parejo        |

## Calciomercato

### Sessione estiva
| Acquisti | Acquisti       | Acquisti         | Acquisti   |
| R.       | Nome           | da               | Modalità   |
| -------- | -------------- | ---------------- | ---------- |
| D        | Giorgia Motta  | Bardolino Verona | definitivo |
| C        | Francesca Soro | Roma CF          | definitivo |

|  |

### Sessione invernale
|  |

| Cessioni | Cessioni       | Cessioni   | Cessioni |
| R.       | Nome           | a          | Modalità |
| -------- | -------------- | ---------- | -------- |
| C        | Francesca Soro | Orlandia97 | prestito |

## Risultati

### Serie A

#### Girone di andata
| Arbitro: | Massimo Verga (Bergamo) |

|  |           |                           |
|  | Marcatori | 47’ Camporese 86’ Fuselli |

| Arbitro: | Giovanni Nuvoli (Alghero) |

|                                                         |           |  |
| Fuselli 40’ Domenichetti 54’, 63’ Fadda 84’ Manieri 87’ | Marcatori |  |

| Arbitro: | Gianni Corona (Oristano) |

|                                                  |           |  |
| Tona 2’ Fuselli 36’, 57’ Parejo 72’ Iannella 92’ | Marcatori |  |

| Arbitro: | Alessio Saccenti (Modena) |

|  |           |                                      |
|  | Marcatori | 69’ Camporese 89’ Iannella 91’ Fadda |

| Arbitro: | Francesco Forneau (Roma) |

|                                         |           |                   |
| Panico 58’, 76’ Fuselli 63’ Manieri 92’ | Marcatori | 44’, 65’ Bortolus |

| Arbitro: | Gabriele Agostini (Bologna) |

|  |           |                                                           |
|  | Marcatori | 9’ Tona 20’ Iannella 50’ Manieri 63’ Fuselli 83’ Stracchi |

| Arbitro: | Gianni Corona (Oristano) |

|                                                  |           |  |
| Domenichetti 5’ Fuselli 11’, 82’ Panico 30’, 47’ | Marcatori |  |

| Arbitro: | Alessandro Rognoni (Arco-Riva) |

|  |           |                                |
|  | Marcatori | 43’ Panico 91’ Parejo 94’ Tona |

| Arbitro: | Andrea Papalini (Nuoro) |

|                                        |           |  |
| Fuselli 48’ Camporese 55’ Iannella 77’ | Marcatori |  |

| Arbitro: | Gianluca Sartori (Padova) |

|  |           |                                                                                  |
|  | Marcatori | 13’, 34’, 53’ Panico 16’ (aut.) Piantari 46’ Domenichetti 66’ Camporese 87’ Tona |

| Arbitro: | Daniele Viotti (Tivoli) |

|                                                                   |           |                   |
| Manieri 25’ (rig.) Domenichetti 33’ Panico 46’ Fuselli 81’ (rig.) | Marcatori | 15’ Nhaga Bissoli |

| Arbitro: | Luca Detta (Mantova) |

|  |           |             |
|  | Marcatori | 85’ Fuselli |

| Arbitro: | Andrea Papalini (Nuoro) |

|                                    |           |  |
| Panico 39’ Camporese 47’ Fadda 79’ | Marcatori |  |

#### Girone di ritorno
| Arbitro: | Gianni Corona (Finale Emilia) |

|            |           |              |
| Parejo 12’ | Marcatori | 52’ Sabatino |

| Arbitro: | Stefano Adamo (Aprilia) |

|  |           |                                                                |
|  | Marcatori | 25’ Camporese 27’, 51’, 66’ Panico 53’, 75’ Fuselli 76’ Parejo |

| Arbitro: | Alfio La Vaccara (Acireale) |

|  |           |                   |
|  | Marcatori | 60’, 91’ Iannella |

| Arbitro: | Emilio Amici (Ciampino) |

|            |           |  |
| Panico 49’ | Marcatori |  |

| Arbitro: | Matteo Borzani (Trieste) |

|                         |           |                 |
| Vicchiarello 77’ (rig.) | Marcatori | 68’, 73’ Panico |

| Arbitro: | Anna Di Nardo (Lodi) |

|                                                         |           |            |
| Domenichetti 8’ Motta 35’ Panico 42’ Manieri 54’ (rig.) | Marcatori | 11’ Guagni |

| Arbitro: | Luigi Pezzi (Lodi) |

|  |           |                                                                               |
|  | Marcatori | 9’ Domenichetti 17’, 43’ Parejo 30’ (rig.) Manieri 73’ Panico 75’ (aut.) Rota |

| Arbitro: | Andrea Papalini (Nuoro) |

|                                                  |           |  |
| Manieri 21’ Camporese 36’ Parejo 52’ Fuselli 75’ | Marcatori |  |

| Arbitro: | Michele Frasca (Sulmona) |

|  |           |                                                |
|  | Marcatori | 13’ Manieri 26’, 34’ Parejo 41’ Tona 87’ Fadda |

| Arbitro: | Giovanni Varola (Olbia) |

|                                                                         |           |                     |
| Tona 13’ Panico 18’, 32’ Iannella 68’, 76’ Domenichetti 72’ Fuselli 89’ | Marcatori | 9’ (rig.) Capovilla |

| Arbitro: | Daniel Amabile (Vicenza) |

|            |           |                 |
| Parisi 91’ | Marcatori | 23’, 60’ Panico |

| Arbitro: | Giovanni Nuvoli (Alghero) |

|          |           |  |
| Tona 19’ | Marcatori |  |

| Arbitro: | Fabio Schirru (Nichelino) |

|  |           |                                                          |
|  | Marcatori | 22’, 28’, 72’ Panico 40’ Iannella 66’ Parejo 70’ Fuselli |

### Coppa Italia

#### Ottavi di finale
| Torino 8 dicembre 2010, ore 15:00 (CET) | Torino | 1 – 4 | Torres |  |

#### Quarti di finale
| Sassari 22 dicembre 2010, ore 14:30 (CET) Andata | Torres                  | 0 – 0 referto | Brescia | Stadio Vanni Sanna\| Arbitro: \| Giovanni Verola (Olbia) \| |
| Arbitro:                                         | Giovanni Verola (Olbia) |               |         |                                                             |

| Arbitro: | Michela Grotto (Schio) |

|  |           |                                           |
|  | Marcatori | 21’ Fuselli 45’, 70’ Camporese 81’ Panico |

#### Semifinale
| 2011 Andata | Torres | 3 – 0 referto | Lazio CF |  |

| 2011 Ritorno | Lazio CF | 0 – 3 referto | Torres |  |

#### Finale
| Arbitro: | Andrea Gironda (Bari) |

|                              |           |  |
| Panico 12’ Iannella 17’, 33’ | Marcatori |  |

### Supercoppa
| Arbitro: | Nicola Lopreiato (Perugia) |

|                      |           |  |
| Tona 11’ Fuselli 68’ | Marcatori |  |

### UEFA Champions League

#### Fase a gironi
| Arbitro: | Alexandra Ihringova |

|                      |           |                                |
| Kiwic 2’ Zumbühl 36’ | Marcatori | 24’, 51’ Camporese 38’ Fuselli |

| Arbitro: | Gyöngyi Gaál |

|                                                 |           |                   |
| Fuselli 16’ Camporese 26’, 29’ Domenichetti 55’ | Marcatori | 83’ Brandenberger |

| Arbitro: | Cristina Dorcioman |

|            |           |                        |
| Pintus 74’ | Marcatori | 45’ Tonazzi 73’ Coquet |

| Arbitro: | Dagmar Damková |

|                  |           |                          |
| Tonazzi 12’, 92’ | Marcatori | 60’ Iannella 80’ Fuselli |

## Statistiche

### Statistiche di squadra
| Competizione        | Punti | In casa | In casa | In casa | In casa | In casa | In casa | In trasferta | In trasferta | In trasferta | In trasferta | In trasferta | In trasferta | Totale | Totale | Totale | Totale | Totale | Totale | DR   |
| Competizione        | Punti | G       | V       | N       | P       | Gf      | Gs      | G            | V            | N            | P            | Gf           | Gs           | G      | V      | N      | P      | Gf     | Gs     | DR   |
| ------------------- | ----- | ------- | ------- | ------- | ------- | ------- | ------- | ------------ | ------------ | ------------ | ------------ | ------------ | ------------ | ------ | ------ | ------ | ------ | ------ | ------ | ---- |
| Serie A             | 76    | 13      | 12      | 1       | 0       | 47      | 6       | 13           | 13           | 0            | 0            | 51           | 2            | 26     | 25     | 1      | 0      | 98     | 8      | +90  |
| Coppa Italia        | -     | 3       | 2       | 1       | 0       | 6       | 0       | 3            | 3            | 0            | 0            | 11           | 1            | 6      | 5      | 1      | 0      | 17     | 1      | +16  |
| Supercoppa italiana | -     | -       | -       | -       | -       | -       | -       | -            | -            | -            | -            | -            | -            | 1      | 1      | 0      | 0      | 2      | 1      | +1   |
| Champions League    | -     | 2       | 1       | 0       | 1       | 5       | 3       | 2            | 1            | 1            | 0            | 5            | 4            | 4      | 2      | 1      | 1      | 10     | 7      | +3   |
| Totale              | -     | 18      | 15      | 2       | 1       | 58      | 9       | 18           | 17           | 1            | 0            | 67           | 7            | 37     | 33     | 3      | 1      | 127    | 17     | +110 |

### Statistiche delle giocatrici
| Giocatore       | Serie A  | Serie A | Serie A     | Serie A    | Coppa Italia | Coppa Italia | Coppa Italia | Coppa Italia | Supercoppa italiana | Supercoppa italiana | Supercoppa italiana | Supercoppa italiana | Champions League | Champions League | Champions League | Champions League | Totale   | Totale | Totale      | Totale     |
| Giocatore       | Presenze | Reti    | Ammonizioni | Espulsioni | Presenze     | Reti         | Ammonizioni  | Espulsioni   | Presenze            | Reti                | Ammonizioni         | Espulsioni          | Presenze         | Reti             | Ammonizioni      | Espulsioni       | Presenze | Reti   | Ammonizioni | Espulsioni |
| --------------- | -------- | ------- | ----------- | ---------- | ------------ | ------------ | ------------ | ------------ | ------------------- | ------------------- | ------------------- | ------------------- | ---------------- | ---------------- | ---------------- | ---------------- | -------- | ------ | ----------- | ---------- |
| E. Camporese    | 23       | 7       | 3           | 0          | ?            | ?            | ?            | ?            | ?                   | 0                   | ?                   | ?                   | 4                | 4                | ?                | ?                | 27+      | 11+    | 3+          | 0+         |
| F. Carboni      | 2        | 0       | 0           | 0          | ?            | ?            | ?            | ?            | ?                   | 0                   | ?                   | ?                   | 0                | 0                | 0                | 0                | 2+       | 0+     | 0+          | 0+         |
| M. Cortesi      | 25       | 0       | 1           | 0          | ?            | ?            | ?            | ?            | ?                   | 0                   | ?                   | ?                   | 3                | 0                | ?                | ?                | 28+      | 0+     | 1+          | 0+         |
| A. Criscione    | 12       | -1      | 0           | 0          | ?            | ?            | ?            | ?            | ?                   | 0                   | ?                   | ?                   | 1                | 0                | ?                | ?                | 13+      | -1+    | 0+          | 0+         |
| M. Cupido       | 22       | -7      | 0           | 0          | ?            | ?            | ?            | ?            | ?                   | 0                   | ?                   | ?                   | 3                | 0                | ?                | ?                | 25+      | -7+    | 0+          | 0+         |
| E. Depalmas     | 0        | 0       | 0           | 0          | ?            | ?            | ?            | ?            | ?                   | 0                   | ?                   | ?                   | 0                | 0                | 0                | 0                | 0+       | 0+     | 0+          | 0+         |
| G. Domenichetti | 25       | 8       | 1           | 0          | ?            | ?            | ?            | ?            | ?                   | 0                   | ?                   | ?                   | 3                | 1                | ?                | ?                | 28+      | 9+     | 1+          | 0+         |
| A. Fadda        | 23       | 4       | 2           | 0          | ?            | ?            | ?            | ?            | ?                   | 0                   | ?                   | ?                   | 2                | 0                | ?                | ?                | 25+      | 4+     | 2+          | 0+         |
| S. Fuselli      | 24       | 16      | 1           | 0          | ?            | ?            | ?            | ?            | 1                   | 1                   | ?                   | ?                   | 4                | 3                | ?                | ?                | 29+      | 20+    | 1+          | 0+         |
| S. Iannella     | 26       | 9       | 1           | 0          | ?            | ?            | ?            | ?            | ?                   | 0                   | ?                   | ?                   | 3                | 1                | ?                | ?                | 29+      | 10+    | 1+          | 0+         |
| M.P. Idili      | 0        | 0       | 0           | 0          | ?            | ?            | ?            | ?            | ?                   | 0                   | ?                   | ?                   | 0                | 0                | 0                | 0                | 0+       | 0+     | 0+          | 0+         |
| L. Langella     | 3        | 0       | 0           | 0          | ?            | ?            | ?            | ?            | ?                   | 0                   | ?                   | ?                   | 0                | 0                | 0                | 0                | 3+       | 0+     | 0+          | 0+         |
| R. Manca        | 0        | 0       | 0           | 0          | ?            | ?            | ?            | ?            | ?                   | 0                   | ?                   | ?                   | 0                | 0                | 0                | 0                | 0+       | 0+     | 0+          | 0+         |
| R. Manieri      | 18       | 8       | 0           | 0          | ?            | ?            | ?            | ?            | ?                   | 0                   | ?                   | ?                   | 3                | 0                | ?                | ?                | 21+      | 8+     | 0+          | 0+         |
| G. Motta        | 26       | 1       | 0           | 0          | ?            | ?            | ?            | ?            | ?                   | 0                   | ?                   | ?                   | 3                | 0                | ?                | ?                | 29+      | 1+     | 0+          | 0+         |
| M. Pala         | 0        | 0       | 0           | 0          | ?            | ?            | ?            | ?            | ?                   | 0                   | ?                   | ?                   | 0                | 0                | 0                | 0                | 0+       | 0+     | 0+          | 0+         |
| S. Pala         | 0        | 0       | 0           | 0          | ?            | ?            | ?            | ?            | ?                   | 0                   | ?                   | ?                   | 0                | 0                | 0                | 0                | 0+       | 0+     | 0+          | 0+         |
| P. Panico       | 22       | 25      | 1           | 0          | ?            | ?            | ?            | ?            | ?                   | 0                   | ?                   | ?                   | 2                | 0                | ?                | ?                | 24+      | 25+    | 1+          | 0+         |
| Á. Parejo       | 26       | 10      | 0           | 0          | ?            | ?            | ?            | ?            | ?                   | 0                   | ?                   | ?                   | 2                | 0                | ?                | ?                | 28+      | 10+    | 0+          | 0+         |
| T. Pintus       | 25       | 0       | 2           | 0          | ?            | ?            | ?            | ?            | ?                   | 0                   | ?                   | ?                   | 3                | 1                | ?                | ?                | 28+      | 1+     | 2+          | 0+         |
| R. Sau          | 0        | 0       | 0           | 0          | ?            | ?            | ?            | ?            | ?                   | 0                   | ?                   | ?                   | 0                | 0                | 0                | 0                | 0+       | 0+     | 0+          | 0+         |
| F. Soro         | 0        | 0       | 0           | 0          | ?            | ?            | ?            | ?            | ?                   | 0                   | ?                   | ?                   | 0                | 0                | 0                | 0                | 0+       | 0+     | 0+          | 0+         |
| D. Stracchi     | 26       | 1       | 3           | 0          | ?            | ?            | ?            | ?            | ?                   | 0                   | ?                   | ?                   | 3                | 0                | ?                | ?                | 29+      | 1+     | 3+          | 0+         |
| E. Tona         | 26       | 7       | 0           | 0          | ?            | ?            | ?            | ?            | 1                   | 1                   | ?                   | ?                   | 3                | 0                | ?                | ?                | 30+      | 8+     | 0+          | 0+         |
| V. Valenti      | 0        | 0       | 0           | 0          | ?            | ?            | ?            | ?            | ?                   | 0                   | ?                   | ?                   | 0                | 0                | 0                | 0                | 0+       | 0+     | 0+          | 0+         |